# Emilio Menéndez Pallarés
Emilio Menéndez Pallarés (mort a Madrid el 3 de setembre de 1927) fou un advocat i llicenciat en filosofia i lletres espanyol, conegut francmaçó i diputat a les Corts Espanyoles durant la restauració borbònica.
Doctorat en filosofia i lletres i en dret, era força conegut per la seva oratòria. Fou Gran Mestre del Gran Orient Espanyol (1901-1904) i diputat per la Unió Republicana pel districte de València a les eleccions generals espanyoles de 1903 i eleccions generals espanyoles de 1905. A la mort de Nicolás Salmerón, però, abandonà la política i tornà a exercir d'advocat. Fou defensor de José Nakens, acusat d'amagar Mateu Morral i Roca en el procés contra Francesc Ferrer i Guàrdia de juny de 1907. També va defensar alguns implicats en la vaga general de 1917.